# سالوا عید ناصر
سالوا عید ناصر (انگلیسی: Salwa Eid Naser؛ زادهٔ ۲۳ مهٔ ۱۹۹۸) ورزشکار دو و میدانی اهل بحرین است.
وی همچنین برندهٔ جوایزی همچون ۱۰۰ زن بی‌بی‌سی شده‌است.
وی در مسابقات کشوری و بین‌المللی در مجموع برندهٔ ۵ مدال طلا، ۳ مدال برنز شده‌است.